# XBase
xBase は、アシュトンテイトのdBASEから派生したプログラミング言語の総称である。dBASE「クローン」と呼ばれることもある。アシュトンテイトの製品には Wayne Ratliff の開発した Vulcan という前身があるが、ほとんどのクローンは1986年の dBASE III+ に基づいている。xBaseは、BASIC言語と同じような簡易で短いキーワード名をもつ関数および命令群により構成されており、小規模の事務連携を短期間で容易に行えるものである。sortおよびifと単純な加算機能を使うことで、かなりのデータ量の集計等も経験の浅い技術者でも行うことができる。

## 名称の起源
アシュトンテイトは dBASE 関連のあらゆるものをプロプライエタリとしていたため、「クローン」ベンダーとの裁判をいくつも抱えていた。その結果の1つとして、アシュトンテイトは "dBASE" を商標とし、クローンベンダーは "dBASE" という名称を使えなくなった。そのため、「dBASEまたはdBASE風」という意味で "xBase" という総称が使われるようになった。他にも "*base"（スターベース、Vulcan からの連想でスタートレックに関連する呼び方）という名称も考案されたが広まらず、商標との違いをより明確化するため "X-base" という綴りも考案されたが広まらなかった。

## 標準化の動き
1987年まで、dBASEの様々なクローンが次々に生まれていた。それらはそれぞれ独自の言語機能と構文を備えていた。そのため、ある製品向けのコードを別の製品で動作させるのは難しかった。対照的にC言語やCOBOLは公式の標準が公開されていたため、移植性が高かった。dBASE言語の標準を求める声は多かったが、dBASEに関する全てをアシュトンテイトが所有していたため、標準化は不可能だった。
ボーランドが1991年にアシュトンテイトを買収すると（合併の条件として全ての法的問題の終結と反トラスト関連状態の改善がなされた）、標準化が現実味を帯びてきた。ANSIの委員会 (ANSI/X3J19) が公式に結成され、1992年に定例の会合が開催されるようになった。Marc Schnapp が最初の議長となり、Vulcan と dBASE II が生まれた場所であるジェット推進研究所で1回目の会合が開かれた。その後数年間、定期的に各地で会合が開かれ、各ベンダーの代表が参加した。参加者は標準の必要性を口にしたものの、どのベンダーも自社製品の仕様を他社のものと合わせようとはしなかった。

## 転換点
1993年、Sybex, Inc. は Sheldon M. Dunn の Xbase Cross Reference Handbook という本を出版した。これは当時の主な xBase 言語（dBASE III+、dBASE IV、FoxPro for DOS、FoxPro for Windows、FoxPro for Macintosh、Clipper 5.1 など）の仕様を比較参照したもので、1352ページもあったので「ハンドブック」と言うには大作だったが、オールインワンのリファレンスを提供し、xBase コミュニティが直面していた状況に一石を投じた。これを受けて各ベンダーはマニュアルを整理し、コマンド、関数などに分冊した。1993年はベンダーが整理されたという意味でも転換点であった。dBASE は既にアシュトンテイトからボーランドに売却されていたが、マイクロソフトが FoxPro を Fox Software から引き継いでいる。ボーランドは QuickSilver も購入し、dBASE の Windows 版開発に利用した。1994年、ボーランドは dBase V for Windows と dBASE V for DOS を開発し、その後 dBASE の名称と製品を dBASE Inc. に売却した。
近年、xBase のオープンソース実装が登場したことで新たな展開が生まれている。最近のデスクトップ型データベースツールはマウスとGUIの使用が前提だが、xBase は常にキーボード優先であり、スクリプト化やメタプログラミング（自動化）が容易である。xBase は今も利用可能な数少ないテーブル指向スクリプト言語の1つである。

## 現在利用可能な xBase 製品
2006年4月現在、xBase は大幅に拡張されたものが各種プラットフォーム上で利用可能である。中には HTMLクライアント、ASPサーバ、Windows Script Host、独立型インタプリタなどの環境がある。
商用製品:
- Clipper、Visual Objects (Windows 32)、Vulcan.NET from GrafxSoft
- dBase from dBASE Inc.
- FlagShip from multisoft GmbH
- Recital from Recital Corp.
- Visual FoxPro from Microsoft
- xBase++ from Alaska Software
- xHarbour Builder from xHarbour.com Inc..
- DBF Viewer 2000 from HiBase Group

フリーな製品:
- CLIP
- Harbour Project
- xHarbour.